# Черновицкий машиностроительный завод
Черновицкий машиностроительный завод (укр. Чернівецький машинобудівний завод) — промышленное предприятие в городе Черновцы Черновицкой области Украины.

## История
Машиностроительный завод в городе Черновцы был создан в 1945 году в соответствии с четвёртым пятилетним планом восстановления и развития народного хозяйства СССР и стал первым предприятием тяжёлой промышленности на территории Северной Буковины.
В середине 1950х годов было проведено расширение завода. Были построены и введены в эксплуатацию корпуса кузнечно-прессового цеха и цеха котельно-вспомогательного оборудования. В результате, в период с начала 1959 до конца 1965 года выпуск продукции увеличился в 2,5 раза.
По состоянию на начало 1969 года завод производил оборудование для нефтяной и химической промышленности, а также шахтные мельницы для тепловых электростанций. В это время продукция завода использовалась в СССР и экспортировалась в Болгарию, Демократическую Республику Вьетнам, КНДР, на Кубу, в Польшу и Румынию. 
В целом, в советское время завод входил в число крупнейших предприятий города и области.
После провозглашения независимости Украины государственное предприятие было преобразовано в закрытое акционерное общество.